# Wojciech Wątroba
Wojciech Wątroba (ur. 17 lutego 1997) – polski koszykarz, występujący na pozycjach silnego skrzydłowego lub środkowego, aktualnie zawodnik zespołu HydroTrucku Radom.
W latach 2012–2014 występował w młodzieżowej drużynie Stali Stalowa Wola. W 2013 wystąpił w jej barwach, w mistrzostwach Polski kadetów, a rok później juniorów. Następnie już jako zawodnik Rosy Radom wystąpił w mistrzostwach kraju juniorów (2015) oraz juniorów starszych (2015–2017).